# Пинал (Аризона)
Пинал (енгл. Pinal) насељено је место без административног статуса у америчкој савезној држави Аризона.

## Демографија
По попису из 2010. године број становника је 439.
| Група             | 2000.    | 2010.       |
| Белци             | 0 (0,0%) | 245 (55,8%) |
| Афроамериканци    | 0 (0,0%) | 0 (0,0%)    |
| Азијати           | 0 (0,0%) | 7 (1,6%)    |
| Хиспаноамериканци | 0 (0,0%) | 146 (33,3%) |
| Укупно            | 0        | 439         |